# 7670 Kabeláč
7670 Kabeláč là một tiểu hành tinh vành đai chính với chu kỳ quỹ đạo là 1343.2090540 ngày (3.68 năm).
Nó được phát hiện ngày 20 tháng 8 năm 1995, ở Đài thiên văn Ondřejov bởi Lenka Šarounová.